# Tvångssterilisering i Sverige

Antalet steriliseringar som rapporterats till den centrala myndigheten, Medicinalstyrelsen eller Socialstyrelsen, under åren 1935–1979 med uppdelning på de olika indikationerna. När det från och med 1976 inte längre behövdes tillstånd för sterilisering ökade antalet snabbt. Källor:

Tvångssterilisering i Sverige förekom mellan åren 1934 och 2013 med varierande grad av frivillighet. De utfördes dels under 1934 och 1941 års steriliseringslagar som reglerade steriliseringar fram till och med 1975 dels under könstillhörighetslagen som gällde mellan 1972 och 2013.
De som steriliserades under 1934 och 1941 års steriliseringslagar var psykiskt sjuka, utvecklingsstörda och, under 1941 års lag, även personer med fysisk funktionsnedsättning ("svårartad sjukdom eller svårt lyte") och så kallade asociala. I praktiken steriliserades framför allt kvinnor, många unga och från socialt utsatta grupper, exempelvis för att en läkare bedömde dem som "promiskuösa" eller som "tattare".  Operationer utfördes med olika former av administrativt tvång, bristande samtycke eller övertalningar. Syftet med steriliseringspolitiken var bland annat att intellektuellt funktionshindrade ansågs vara olämpliga som föräldrar, folkhälsoskäl och kontroll av asociala. Denna praxis nådde sin kulmen vid mitten av 1940-talet. I början av 1950-talet började hanteringen ifrågasättas och från början av 1950-talet och framåt användes lagen framför allt i den enskildes intresse, på sociala eller medicinska grunder, om än ofta efter varierande grader av påtryckning från läkare och socialarbetare. Lagen upphörde 1976.
När könstillhörighetslagen infördes 1972 lade man in ett krav på att patienten skulle vara steril, både för att få tillstånd att byta juridiskt kön och undergå könskorrigerande underlivskirurgi. Några medicinska skäl angavs inte utan syftade enbart till att hindra denna grupp från att bli biologiska föräldrar. Lagen blev föremål för stor debatt under 2000-talets första decennium och 2009 slog Europarådets kommissionär för mänskliga rättigheter  fast att den svenska lagstiftningen stred mot Europakonventionen om mänskliga rättigheter. Kammarrätten i Stockholm fann i en dom 2012 att steriliseringskravet stod i strid med Europakonventionen och regeringsformen och därför inte skulle tillämpas. Kort därefter upphävde riksdagen steriliseringskravet.

## Sterilisering under 1934 och 1941 års steriliseringslagar
Mellan 1934 och 1975 reglerades sterilisering av
- lagen (1934:171) om sterilisering av vissa sinnessjuka, sinnesslöa eller andra som lida av rubbad själsverksamhet, och
- lagen (1941:282) om sterilisering

1934 års lag reglerade enbart sterilisering av rättsligt inkapabla. För rättsligt kapabla var sterilisering enligt motivuttalande tillåtet om det fanns bärande skäl. 1941 års lag syftade både till att förhindra att önskade barn inte föddes och att oönskade föddes.

## Tvångssterilisering av transpersoner
I samband med könstillhörighetslagens införande 1972 infördes ett krav på att den som ansökte om fastställelse i ny juridisk könstillhörighet på grund av transsexualism måste vara steril. Motiveringen för steriliseringskravet var att man inte ville ställa till oreda i släktleden, några medicinska skäl angavs inte.[källa behövs]
Kravet togs inte bort när steriliseringslagen 1934/1941 upphörde 1976. Men under 2000-talet började man debattera det lämpliga i förfarandet. Både svenska och internationella organisationer framförde att kravet var att likställa med tvångssterilisering och krävde att det förbjöds. Frågan togs upp i ett flertal riksdagsmotioner genom åren, med start 2002.
År 2007 föreslogs, i en statlig utredning, att kravet på sterilitet skulle utgå ur könstillhörighetslagen, och ersättas av ett tvingande krav på kastrering (avlägsnande av könskörtlarna). Förslaget kritiserades kraftigt av flera transorganisationer, hbt-organisationer, politiska ungdomsförbund och partier. Även andra delar av lagförslaget kritiserades. Den presenterade utredningen med lagförslaget lades sedan i malpåse hos Socialdepartementet. 
Den 29 juli 2009 fastslog Europarådets kommissionär för mänskliga rättigheter i ett IssuePaper, "Human Rights and Gender Identity", att vilka som helst krav att undergå medicinska eller kirurgiska ingrepp för att erhålla ett juridiskt könsbyte strider mot Europakonventionen och föreslog alla rådets medlemsländer att upphöra med sterilisering eller annan påtvingad behandling.
I ett lagförslag i en utredning hos Socialstyrelsen föreslogs 2010 att kravet skulle utgå helt, utan att ersättas med krav på andra medicinska eller kirurgiska ingrepp. I valrörelsen 2010 hade samtliga riksdagspartier utom Kristdemokraterna tagit ställning för att avskaffa tvångssteriliseringarna.
Den 12 januari 2012 rapporterade TT att regeringen internt hade kommit överens om att plocka ut frågan om tvångssteriliseringarna ur den proposition som skulle läggas av regeringen, och istället utreda steriliseringskravet igen. Avslöjandet ledde till en intensiv debatt, där både politiker, media, läkare, jurister och frivilligorganisationer kritiserade regeringen. Kritikerna tog för givet att regeringens agerande var en eftergift åt kristdemokraterna. De fåtaliga positiva rösterna kom huvudsakligen från konservativt kristet håll. Internationella människorättsorganisationer uppmanade regeringen att avskaffa tvångssteriliseringarna och Europaparlamentets hbt-nätverk skickade en kraftigt reprimand till regeringen. I slutet av januari och början av februari arrangerades ett antal demonstrationer, bland annat utanför riksdagshuset i Stockholm, i andra städer och utanför den svenska ambassaden i London. En internationell namninsamling mot de svenska tvångssteriliseringarna fick fler än 75 000 underskrifter. Debatten nådde även internationell press. 18 februari bytte kristdemokraterna ståndpunkt, och sade sig vilja avskaffa steriliseringskravet. 12 april lades en proposition, där det inte fanns något förslag till beslut i frågan om steriliseringskravet, men en uttalad vilja från regeringen att avskaffa kravet senast juli 2013, efter en ytterligare utredning kring hur andra lagar skulle komma att påverkas. Detta ledde till ytterligare debatt, nu främst kring om de av regeringen angivna lagtekniska skälen till ytterligare dröjsmål verkligen var nödvändiga eller inte. Delar av oppositionen lade ett följdförslag att steriliseringskravet skulle avskaffas omgående, ett förslag som både Vänsterpartiet, Socialdemokraterna och Miljöpartiet reserverade sig till förmån för. Regeringens linje, att vänta och istället utreda frågan ytterligare var dock den som vann. 
Regeringen tillsatte en utredning, som i november 2012 kom fram till att några ändringar i andra lagar inte behövde genomföras innan steriliseringskravet kunde avskaffas. När steriliseringskravet slutligen, via en dom i Kammarrätten i Stockholm meddelad i december 2012, upphörde att tillämpas hade omkring 860 transsexuella tvångssteriliserats. I domen fastslogs att kravet stred mot de mänskliga rättigheterna, eftersom det stred mot både den svenska grundlagen och Europakonventionens artikel 8 och 14. I samband med domen inleddes en process för att de som tvångssteriliserats skulle få upprättelse och skadestånd. 24 juni lämnade 142 tvångssteriliserade, via organisationerna RFSL, RFSL Ungdom, KIM och Transföreningen FPES, ett krav på skadestånd till Justitiekanslern, som tar emot sådana ärenden för statens räkning. Europarådet parlamentariska församling uppmanade den 28 juni 2013 samtliga medlemsländer att helt förbjuda all påtvingad sterilisering eller kastrering av sina medborgare, samt även att ge personer som fallit offer för sådana ingrepp en officiell ursäkt och ekonomisk kompensation.
Den 14 mars 2013 lade regeringen en proposition med förslag på att ta bort steriliseringskravet ur könstillhörighetslagen. Förslaget röstades igenom i riksdagen 22 maj med 298 röster för, 20 röster emot, och 4 avstående riksdagsledamoter. Själva lagändringen genomfördes den 1 juli, även om kravet i praktiken avskaffades redan 10 januari genom domen i Kammarrätten.
| Parti               | Ja röster | Nej röster | Avstående                                                        | Frånvarande |
| ------------------- | --- | --- | ---------------------------------------------------------------- | --- |
| Socialdemokraterna  | 102 Christer Adelsbo Carina Adolfsson Elgestam Ann-Christin Ahlberg Urban Ahlin Johan Andersson Phia Andersson Lennart Axelsson Ibrahim Baylan Håkan Bergman Hannah Bergstedt Bo Bernhardsson Patrik Björck Catharina Bråkenhielm Sven-Erik Bucht Clas-Göran Carlsson Gunilla Carlsson Cecilia Dalman Eek Adnan Dibrani Susanne Eberstein Hans Ekström Tomas Eneroth Christer Engelhardt Kerstin Engle Lars Eriksson Matilda Ernkrans Kenneth G. Forslund Isak From Agneta Gille Marie Granlund Monica Green Jonas Gunnarsson Billy Gustafsson Kerstin Haglö Lena Hallengren Arhe Hamednaca Jörgen Hellman Shadiye Heydari Hans Hoff Peter Hultqvist Carina Hägg Kent Härstedt Leif Jakobsson Eva-Lena Jansson Peter Jeppsson Ann-Kristine Johansson Lars Johansson Morgan Johansson Ylva Johansson Peter Johnsson Mattias Jonsson | - | -                                                                | 10 Ann Arleklo Mikael Damberg Annika Duàn Caroline Helmersson Olsson Berit Högman Fredrik Lundh Sammeli Pia Nilsson Marie Nordén Veronica Palm Ardalan Shekarabi |
| G Moderaterna       | 102 Anton Abele Boriana Åberg Maria Abrahamsson Amir Adan Anette Åkesson Christer Akej Jan R. Andersson Jörgen Andersson Staffan Anger Sofia Arkelsten Ann-Britt Åsebol Lena Asplund Metin Ataseven Anti Avsan Gunnar Axén Hanif Bali Lars Beckman Eva Bengtson Skogsberg Finn Bengtsson Ulf Berg Sten Bergheden Per Bill Elisabeth Björnsdotter Rahm Carl-Oskar Bohlin Helena Bouveng Cecilia Brinck Anne Marie Brodén Nils Brown Katarina Brännström Stefan Caplan Mikael Cederbratt Margareta Cederfelt Åsa Coenraads Sedat Dogru Bino Drummond Lars Elinderson Annicka Engblom Jan Ericson Thomas Finnborg Lotta Finstorp Johan Forssell Susanna Haby Pia Hallström Ann-Charlotte Hammar Johnsson Krister Hammarbergh Anders Hansson Lars Hjälmered Gustaf Hoffstedt Christian Holm Barenfeld Johan Hultberg                   | - | -                                                                | 5 Boriana Åberg Jan R. Andersson Sten Bergheden Reza Khelili Dylami Björn Hamilton                                                                               |
| Miljöpartiet        | 23 Jabar Amin Stina Bergström Per Bolund Agneta Börjesson Bodil Ceballos Esabelle Dingizian Tina Ehn Magnus Ehrencrona Gunvor G. Ericson Jonas Eriksson Peter Eriksson Maria Ferm Ulf Holm Helena Leander Annika Lillemets Jan Lindholm Agneta Luttropp Valter Mutt Lise Nordin Kew Nordqvist Mats Pertoft Åsa Romson Peter Rådberg | - | -                                                                | 2 Gustav Fridolin Mehmet Kaplan |
| G Folkpartiet       | 21 Tina Acketoft Gunnar Andrén Gulan Avci Hans Backman Anita Brodén Emma Carlsson Löfdahl Eva Flyborg Karin Granbom Ellison Roger Haddad Carl B. Hamilton Ismail Kamil Stefan Käll Nina Larsson Maria Lundqvist-Brömster Ulf Nilsson Christer Nylander Johan Pehrson Anna Steele Lars Tysklind Barbro Westerholm Allan Widman | - | -                                                                | 3 Jan Ertsborn Nina Lundström Christer Winbäck |
| G Centerpartiet     | 21 Anders Ahlgren Anders Åkesson Abir Al-Sahlani Daniel Bäckström Ulrika Carlsson Staffan Danielsson Fredrick Federley Inger Fredriksson Ola Johansson Per-Ingvar Johnsson Emil Källström Johan Linander Helena Lindahl Göran Lindell Per Lodenius Kerstin Lundgren Karin Nilsson Rickard Nordin Annika Qarlsson Åsa Torstensson Solveig Zander | - | -                                                                | 2 Anders W. Jonsson Per Åsling |
| Sverigedemokraterna | - | 20 Jonas Åkerlund Jimmie Åkesson Thoralf Alfsson Stellan Bojerud Kent Ekeroth Josef Fransson Anna Hagwall Carina Herrstedt Mikael Jansson Richard Jomshof Mattias Karlsson Olle Larsson David Lång Adam Marttinen Per Ramhorn Johnny Skalin Sven-Olof Sällström Björn Söder Markus Wiechel Tony Wiklander | -                                                                | - |
| Vänsterpartiet      | 17 Bengt Berg Marianne Berg Torbjörn Björlund Josefin Brink Rossana Dinamarca Jens Holm Siv Holma Christina Höj Larsen Kalle Larsson Hans Linde Lars Ohly Eva Olofsson Lena Olsson Kent Persson Jonas Sjöstedt Mia Sydow Mölleby Amineh Kakabaveh | - | -                                                                | 2 Ulla Andersson Wiwi-Anne Johansson |
| G Kristdemokraterna | 12 Anders Andersson Yvonne Andersson Annika Eclund Penilla Gunther Robert Halef Emma Henriksson Lars-Axel Nordell Irene Oskarsson Désirée Pethrus Anders Sellström Caroline Szyber Roland Utbult | - | 4 Annelie Enochson Mikael Oscarsson Magnus Sjödahl Tuve Skånberg | 3 Andreas Carlson Lars Gustafsson Mats Odell |
| Total               | 298 | 20 | 4                                                                | 27 |